# They Cloned Tyrone
They Cloned Tyrone ist eine Mystery-Science-Fiction-Komödie von Juel Taylor. Der Blaxploitation-Film mit John Boyega, Jamie Foxx und Teyonah Parris in den Hauptrollen als Drogendealer, Zuhälter und Sexarbeiterin spielt vordergründig in der Gegenwart, orientiert sich dabei aber stilistisch an den Kinofilmen der 1970er Jahre. They Cloned Tyrone feierte im Juni 2023 beim American Black Film Festival seine Premiere, kam am 14. Juli 2023 in die US-Kinos und wurde eine Woche später in das Programm von Netflix aufgenommen.

## Handlung
Für den Afroamerikaner Fontaine scheint es ein ganz normaler Tag zu werden. Er wacht auf, verlässt das Haus, kauft in dem kleinen Laden eine Literflasche Starkbier, ein Rubbellos und eine Packung Zigaretten. Fontaine ist Drogendealer in The Glen und ist erbost, dass rivalisierende Gangs ihm sein Revier streitig machen. Der Zuhälter Slick Charles schuldet Fontaine noch Geld, und daher stattet er ihm in dem Motel, in dem er zurzeit lebt, einen Besuch ab.
Einst war Slick Charles als Zuhälter sehr erfolgreich, doch diese Zeiten sind vorbei. Dennoch lebt er seinen extravaganten Lebensstil und trägt teure Anzüge und Pelze. Slicks Hauptverdienerin ist Yo-Yo, eine Sexarbeiterin, die sich nicht für ihren Beruf schämt. An diesem Tag hat sie ihm ihren Ausstieg in dem Gewerbe erklärt, hat ihren Koffer gepackt und will ihn verlassen. Slick Charles kennt das bereits, weiß, dass sie wieder zu ihm zurückkommen wird und ihr daher diesen Spitznamen verpasst. Fontaine findet in Slicks Wohnung etwas Geld, gibt sich damit vorerst zufrieden und verlässt das Motel. Auf einem Parkplatz wird er von den Mitgliedern einer rivalisierenden Gang erschossen.
Am nächsten Tag wacht Fontaine auf, kauft in dem kleinen Laden eine Literflasche Starkbier, ein Rubbellos und eine Packung Zigaretten und steigt in sein Auto. Abermals fährt er zur Wohnung von Slick Charles. Dieser hat jedoch mit eigenen Augen gesehen, wie Fontaine am Tag zuvor erschossen wurde. Auch Yo-Yo bestätigt dies. Sie hat sich nach der Schießerei um seine Leiche gekümmert.
Im weiteren Verlauf kommt das Trio einer großangelegten Verschwörung auf die Spur. Eine Organisation, die sich mit Gedankenkontrolle und Genetik beschäftigt und ihr Hauptquartier in einem Komplex unter dem Viertel hat, fertigt dort Klone an, produziert Drogen und führt Experimente mit Menschen durch. Sie finden auch mehrere Kopien von Fontaine in Schlafkapseln.
Bei einer ersten Konfrontation mit Nixon – den Sicherheitschef der Organisation – demonstriert dieser, dass er Klone mit einem Triggerwort kontrollieren kann. So erfährt Fontaine, dass er auch ein Klon ist.
Yo-Yo wird bei dem Versuch Beweise an die Washington Times zu senden von der Organisation entführt. Fontaine und Slick hecken daraufhin einen Plan aus. Sie verbünden sich mit der Gang die Fontaine am Anfang erschießen ließ und täuschen Fontaines Ermordung vor. Er wird von der Organisation – die ihn für tot hält – in den Komplex unter dem Viertel geschafft. Dort entführt er einen Techniker und zwingt ihn die Zugänge zum Komplex zu öffnen. Daraufhin führt die jetzt verbündete Gang einen Sturmangriff aus.
Yo-Yo und Slick schaffen es mit einem Trick den Sicherheitschef zu töten. Fontaine trifft inzwischen auf den leitenden Wissenschaftler der Verschwörung. Es handelt sich um ihn selbst. Genauer gesagt, dem „Original-Fontaine“, der den Tod seines kleinen Bruders durch einen Polizisten nicht verkraftet hat und deshalb einen wirren Plan verfolgt. Er will über Generationen alle Menschen durch Klone ersetzen, um die Bevölkerung genetisch harmonischer zu machen. Dadurch glaubt er die ethnischen Spannungen in den USA verschwinden zu lassen.
Der „Klon-Fontaine“ schafft es mit dem Triggerwort den Leibwächter des „Original-Fontaines“ zu kontrollieren, damit dieser ihn erschießt.
Sie lassen alle Klone im Komplex frei. Als diese alle nackt auf den Straßen herumlaufen löst das eine Mediensensation aus. Yo-Yo, Slick und Fontaine beschließen nach Memphis zu fahren. In einer letzten Einstellung verfolgt ein Fontaine-Klon die Berichterstattung und sieht dabei ein Interview mit einem gerade befreiten Fontaine-Klon.

## Produktion

### Filmstab, Besetzung und Dreharbeiten

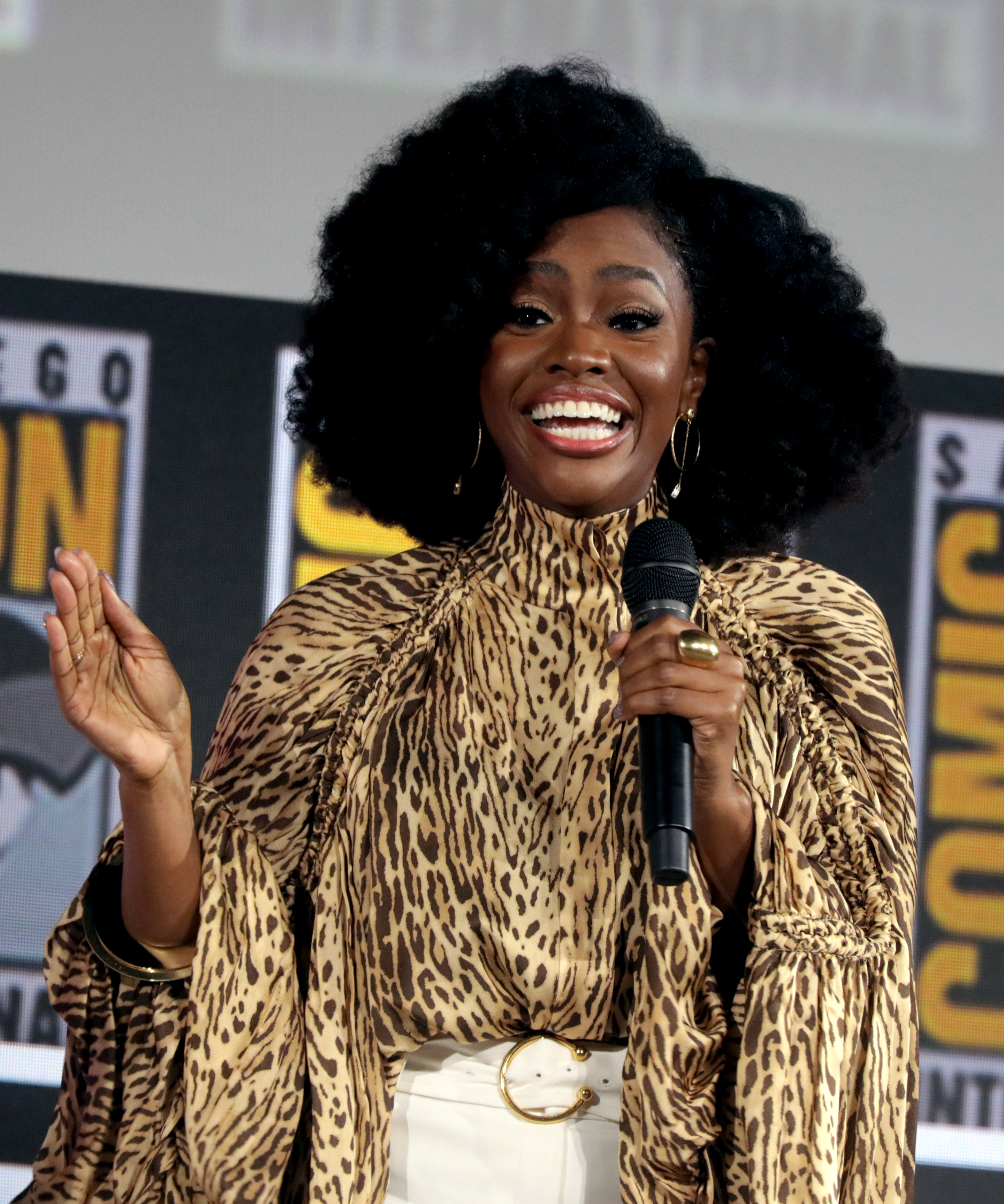
Teyonah Parris spielt Yo-Yo

Regie führte Juel Taylor, der gemeinsam mit Tony Rettenmaier auch das Drehbuch schrieb. Dieses landete im Jahr 2019 auf der Black List der besten unverfilmten Ideen Hollywoods. Bereits ihr Drehbuch für den Film Young. Wild. Free. von Thembi L. Banks landete im Jahr zuvor auf der Black List. Für Taylor handelt es sich bei They Cloned Tyrone nach Actors Anonymous von 2017 um seine zweite Regiearbeit bei einem Spielfilm.
Der Brite John Boyega und die US-Amerikaner Jamie Foxx und Teyonah Parris spielen in den Hauptrollen den Drogendealer Fontaine, den Zuhälter Slick Charles und die Sexarbeiterin Yo-Yo. Leon Lamar ist in der Rolle des älteren, Frog genannten Mannes zu sehen, mit dem sich Fontaine jeden Tag nach seinem Einkauf unterhält. J. Alphonse Nicholson, bekannt für seine Rolle als Rapper in der Fernsehserie P-Valley, spielt Slicks Konkurrenten Isaac. Kiefer Sutherland spielt Nixon, der Fontaines Klon kontrolliert. In weiteren Rollen sind David Alan Grier und Nick Arapoglou zu sehen.
Die Dreharbeiten fanden zwischen November 2020 und Ende Januar 2021 in den Blackhall Studios in Atlanta statt. Als Kameramann fungierte Ken Seng, der zuvor für Filme wie Deadpool und Terminator: Dark Fate tätig war.

### Filmmusik und Songauswahl
Die im Film zu hörenden Musikstücke, zumeist Hip-Hop, aber auch Jazz und Trap-Music, wurden bereits in das Drehbuch geschrieben. Die Filmmusik komponierten der Jazz-Pianist Pierre Charles und Desmond Murray. Besonders Murrays Arbeit klinge wiederum psychedelisch und wie für einen Science-Fiction-Film, so Produzent Stephen Love. Ein Soundtrack-Album mit insgesamt 17 Musikstücken, die im Film verwendet werden oder von diesem inspiriert sind, darunter Songs von Diana Ross, Teddy Walton, Trinidad James, Ski Mask the Slump God, Fat Ron, Jcksn Ave oder Big K.R.I.T., wurde am 21. Juli 2023 von Republic Records als Download veröffentlicht. Die Songauswahl wurde von Philippe Pierre und Stephanie Diaz-Matos kuratiert. Ein zweites Album mit 30 Stücken der Filmmusik von Murray und Charles wurde am 18. August 2023 von Netflix Music als Download veröffentlicht.

### Marketing und Veröffentlichung
Die Weltpremiere fand am 14. Juni 2023 beim American Black Film Festival statt. Am Tag zuvor wurde ein erster Lang-Trailer vorgestellt. Dieser ist mit dem Song Somebody’s Watching Me des R&B-Sängers Rockwell aus dem Jahr 1984 unterlegt. Ab 14. Juli 2023 wurde der Film für eine Woche in den US-Kinos gezeigt, bevor er am 21. Juli 2023 weltweit in das Programm von Netflix aufgenommen wurde.

## Rezeption

### Altersfreigabe und Filmgenres
In den USA erhielt der Film von der MPAA ein R-Rating, was einer Freigabe ab 17 Jahren entspricht.
Der Film ist eine Mischung aus Science-Fiction, Horror, Mystery, einer Actionkomödie und einem Thriller. Er spielt vordergründig in der Gegenwart, orientiert sich dabei aber stilistisch an den Kinofilmen der 1970er Jahre. Als Blaxploitation beziehungsweise Neo-Blaxploitation verwendet er eine dunkle, von Erdtönen dominierte Farbpalette, die einem B-Movie ähnelt. Der Look des Films mit seinem grobkörnigen Bild, den Störeffekten und seiner Pulp-Ästhetik zollt seinen Seventies-Vorbildern Tribut.

### Kritiken
Von den bei Rotten Tomatoes aufgeführten Kritiken sind 95 Prozent positiv bei einer durchschnittlichen Bewertung mit 7,5 von 10 möglichen Punkten. Auf Metacritic erhielt der Film einen Metascore von 75 von 100 möglichen Punkten.
Lovia Gyarkye von The Hollywood Reporter erkennt neben Anleihen von Boots Rileys Science-Fiction-Fantasy-Komödie Sorry to Bother You auch ein wenig von dem Surrealismus in der Fernsehserie Atlanta und fühlt sich zudem an Romane wie George W. Schuylers dystopische Satire Black No More und Zakiya Dalila Harris’ Thriller The Other Black Girl erinnert.

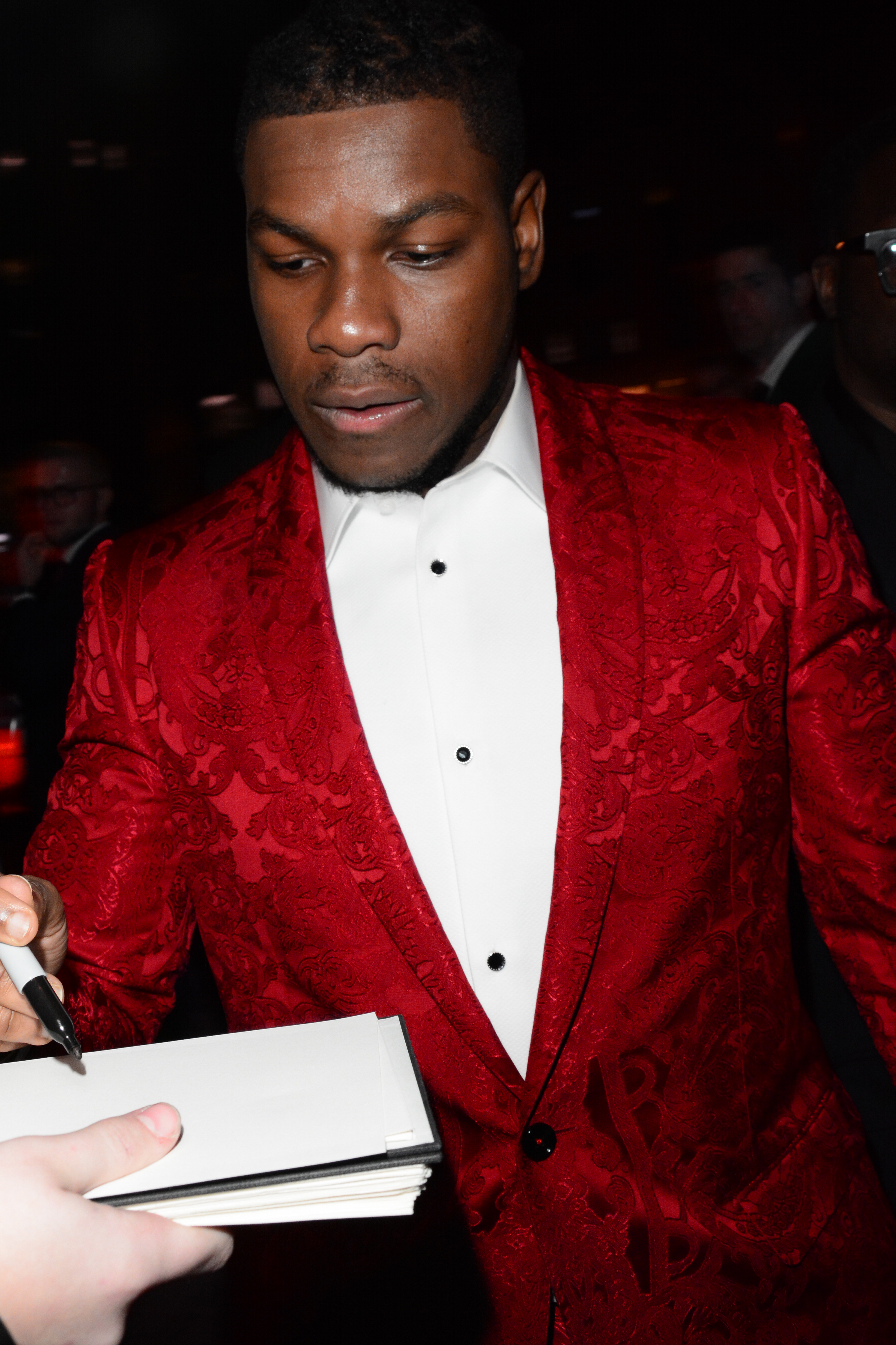
Der Brite John Boyega spielt im Film den Drogendealer Fontaine

Todd McCarthy schreibt in seiner Kritik für deadline.com, They Cloned Tyrone ähnele mit seinem tieferen Sinn für ein gesellschaftliches Bewusstsein einer Blaxploitation des Films Die Dämonischen. Regisseur Juel Taylor und der Koautor Tony Rettenmaier schilderten in ihrem gemeinsamen Drehbuch Leben in einer Sackgasse, die in der nächsten Bar oder im nächstgelegenen Supermarkt endet. So zeigten sie trotz allem Fantastischen eine sehr reale Welt, und insbesondere in der ersten halben Stunde sei der Film durch das dargestellte Elend und die hoffnungslose Bevölkerung von The Glen ungewöhnlich düster. Manche Dinge im Alltag dieser Menschen zeigten sie aber auch so detailliert, dass es schon wieder amüsant sei.
„Dealer bleiben Dealer, Zuhälter bleiben Zuhälter, Prostituierte bleiben Prostituierte. Die Tage laufen nach dem gleichen Schema weiter, die Rubbellose bleiben Nieten“, beschreibt Karsten Munt vom Filmdienst diese Rollenverteilung, und jeder spiele eben die Rolle, die das ominöse Regierungsprojekt, das die Nachbarschaft kontrolliert, ihnen zuweist. Mit dem Verweis auf die in der medialen Aufarbeitung der US-amerikanischen Rassismusgeschichte wenig beachteten Humanexperimente reihe sich They Cloned Tyrone in den Zweig des zeitgenössischen Genrekinos ein, in dem schwarze Regisseure wie Jordan Peele und Boots Riley den bitteren diskurspolitischen Kern ihrer Geschichten mit Schauwerten des Genres verschweißten. Dabei entpuppten sich die scheinbar bedeutungslosen Details des Alltags, der wie eine Matrjoschka-Puppe den immer gleichen Ablauf hervorbringt, bei genauer Betrachtung als Hinweise einer gewaltigen Verschwörung, und der Hood-Alltag werde zur Mystery-Geschichte. Das Ensemble meißele mit schneller Zunge, gutem Timing und viel Lust am Quatsch beständig an den eigenen Stereotypen, bis die Persönlichkeiten darunter freigelegt seien, so Munt weiter. John Boyega als stoischer Griesgram mit humanistischer Ader, Jamie Foxx als Quasselstrippe und Teyonah Parris als streetsmarte Wissenschaftsbeirätin seien die Menschen, die unter der Kontrolle der Regierung täglich Nieten ziehen, aber gemeinsam eine Möglichkeit erkämpfen, sie selbst zu sein.
Jan Jekal schreibt in der Berliner Zeitung, der Film mache genauso viel Spaß, wie es die Logline nahelegt. Doch so lustig der Film ist, so ernst sei sein Kern, denn was das Leben in dieser Nachbarschaft erträglich macht, sei nur eine Ablenkung von der Unterdrückung. Die alltäglichen Orte, die der Film zeigt, seien längst unterwandert von einem weißen Staatsapparat, der schwarze Menschen in seliger Ignoranz ruhigstellen und ihr revolutionäres Potenzial neutralisieren will. Die Mechanismen dieser Struktur interessierten Juel Taylor nicht weiter, zu sehr wolle er nicht darüber nachdenken. Vielmehr nehme er sie als Kontext für eine moderne Blaxploitation-Comedy, in der man sich genrekonform in die Freiheit ballern kann.

### Auszeichnungen
Im Rahmen der Golden Tomato Awards ging er als Zweitplatzierter unter den besten Science-Fiction- oder Fantasy-Filmen des Jahres 2023 hervor. Im Folgenden eine Auswahl von Nominierungen.
Black Reel Awards 2024

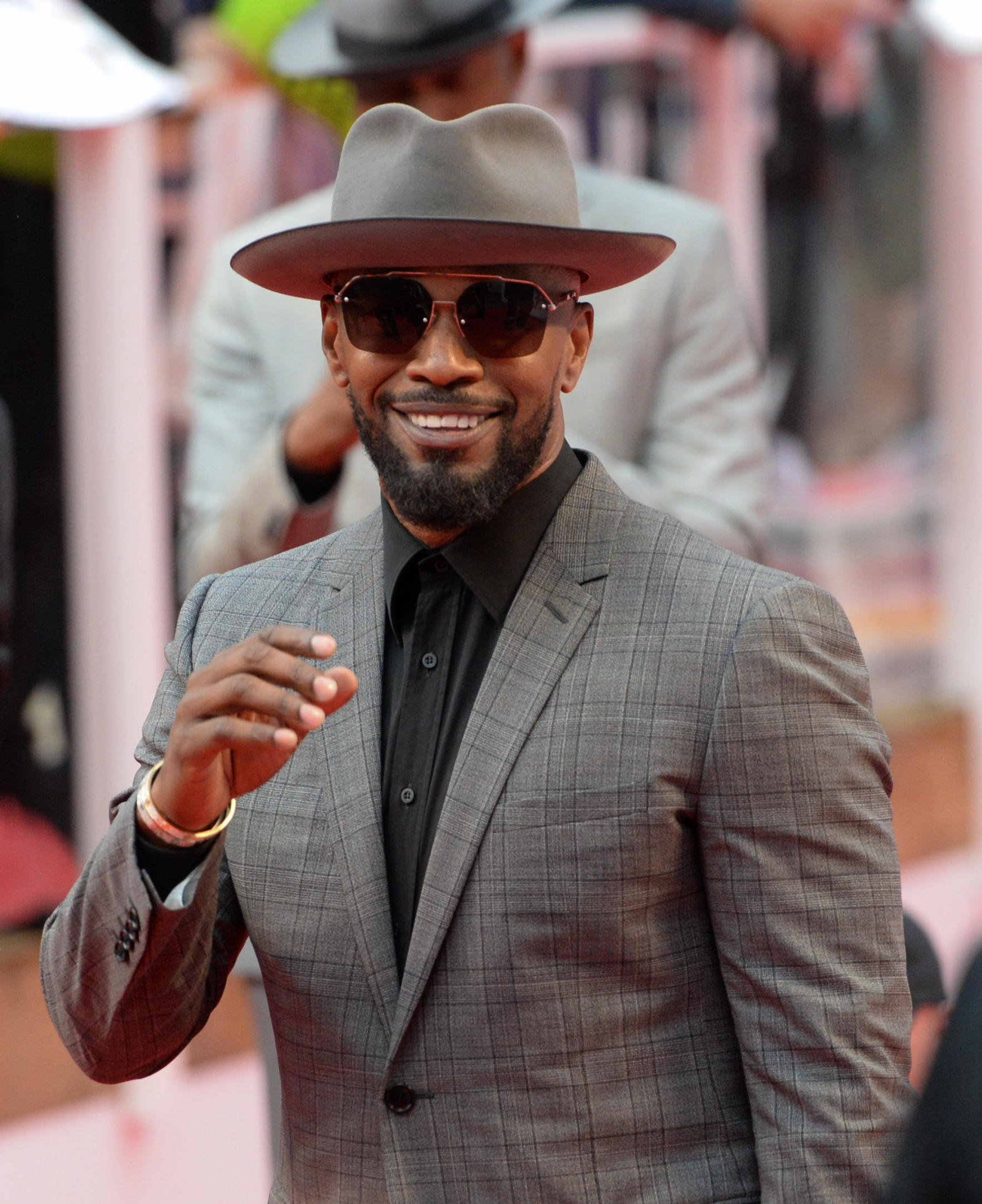
Jamie Foxx spielt Slick Charles

- Nominierung als Bester Hauptdarsteller (John Boyega)
- Nominierung als Bester Nebendarsteller (Jamie Foxx)
- Nominierung für das Beste Drehbuch (Tony Rettenmaier und Juel Taylor)
- Nominierung für das Beste Ensemble (Kim Coleman)
- Nominierung für die Beste Filmmusik (Desmond Murray und Pierre Charles)
- Nominierung für die Besten Kostüme (Francine Jamison-Tanchuck)
- Nominierung für den Besten Filmschnitt (Saira Haider)[23]

Gotham Awards 2023
- Nominierung für die Beste Nebenrolle (Jamie Foxx)

Music Supervisors Guild Awards 2024
- Nominierung für die Beste Musik-Supervision in einem Film mit einem Budget über 25 Millionen US-Dollar (Stephanie Diaz-Matos & Philippe Pierre)[24]

NAACP Image Awards 2024
- Nominierung als Bester Film
- Nominierung für die Beste Regie (Juel Taylor)
- Nominierung für das Beste Drehbuch (Tony Rettenmaier & Juel Taylor)
- Nominierung als Bester Nachwuchsfilmschaffende (Juel Taylor)
- Nominierung als Bester Hauptdarsteller (John Boyega)
- Nominierung als Bester Nebendarsteller (Jamie Foxx)
- Nominierung für das Beste Schauspielensemble
- Nominierung für das Beste Stuntensemble
- Nominierung für die Beste Kamera (Ken Seng)[25]

## Synchronisation
Die deutsche Synchronisation entstand nach einem Dialogbuch und der Dialogregie von Sven Hasper im Auftrag der EVA Studios Germany GmbH, Berlin.
| Darsteller            | Synchronsprecher     | Rolle                       |
| --------------------- | -------------------- | --------------------------- |
| Jamie Foxx            | Charles Rettinghaus  | Slick Charles               |
| John Boyega           | Stefan Günther       | Fontaine / Chester / Tyrone |
| Teyonah Parris        | Giovanna Winterfeldt | Yo-Yo                       |
| J. Alphonse Nicholson | Sebastian Kluckert   | Isaac J.                    |
| Kiefer Sutherland     | Tobias Meister       | Nixon                       |
| Leon Lamar            | Axel Lutter          | Frog                        |
| Tamberla Perry        | Magdalena Helmig     | Biddy                       |
| Joshua Mikel          | Konrad Bösherz       | DJ Strangelove              |
| Trayce Malachi        | Mika Hinz            | JuneBug                     |
| Eric B. Robinson Jr.  | Dennis Schmidt-Foß   | Big Moss                    |